# Friuli Aquileia Cabernet sauvignon
Il Friuli Aquileia Cabernet Sauvignon è un vino DOC la cui produzione è consentita nella provincia di Udine.

## Caratteristiche organolettiche
- colore: rosso rubino con riflessi granati;
- odore: vinoso;
- sapore: asciutto, pieno, amarognolo.

## Produzione
Provincia, stagione, volume in ettolitri
- Udine  (1990/91)  721,57
- Udine  (1991/92)  1086,93
- Udine  (1992/93)  1840,9
- Udine  (1993/94)  1070,54
- Udine  (1994/95)  1968,4
- Udine  (1995/96)  2832,41
- Udine  (1996/97)  1832,0